# تادا-كن لايقع في الحب
'تادا-كن لايقع في الحب' (多田くんは恋をしない Tada-kun wa Koi o Shinai) هو أنمي متلفز ياباني من إنتاج دوغا كوبو يتم عرضه حاليا منذ 5 أبريل 2018.

## حبكة
ميتسويوشي تادا صبي لا يعرف معنى للحب، يلتقي بتيريزا واغنر فتاة أجنبية من لوكسمبورغ عندما كان يلتقط صورا لأزهار الكرز، يساعد تادا الفتاة التي إفترقت عن رفيقها ويأخذها إلى مقهى جدّه.

## الشخصيات
ميتسويوشي تادا (Tada Mitsuyoshi 多田 光良)
أداء صوتي: يويتشي ناكامورا
تيريزا واغنر (Teresa Wāgunā テレサ・ワーグナー)
أداء صوتي: ماناكا إيوامي
كاورو إجوين (Ijūin Kaoru 伊集院 薫)
أداء صوتي: مامورو ميانو
ألكساندرا ماغريت (Arekusandora Maguritto アレクサンドラ・マグリット)
أداء صوتي: شينو شيموجي
هاجي سوزاموتو (Suzamoto Hajime 杉本 一)
أداء صوتي: يويتشيرو أوميهارا
هيناكو هاسيغاوا (Hasegawa Hinako 長谷川 日向子)
أداء صوتي: شيزوكا إيشيغامي
جنتارو ياماشيتا (Yamashita Gentarō 山下 研太郎)
أداء صوتي: هيرو شيمونو
يوي تادا (Tada Yui 多田 ゆい)
أداء صوتي: إينوري ميناسي

## أنمي
تم إنتاج الأنمي في أستوديو دوغا كوبو، مع المخرج ميتسو يامازاكي التي قامت أيضا بإخراج أنمي نوزاكي-كون. شارة النهاية للأنمي 'أغنية حب' من تلحين ماناكا إيوامي. الأنمي بدأ عرضه بتاريخ 5 أبريل.

## وصلات خارجية
- الموقع الرسمي
- تادا-كن لايقع في الحب على موقع IMDb (الإنجليزية)
- تادا-كن لايقع في الحب على موقع كينوبويسك (الروسية)
- تادا-كن لايقع في الحب على موقع قاعدة بيانات الفيلم (الإنجليزية)
- تادا-كن لايقع في الحب على موقع ANN anime (الإنجليزية)